# Emma de Normandía
Emma de Normandía (conocida como Ælfgifu;  Ducado de Normandía, c.987 - Winchester, 6 de marzo de 1052), fue reina de Inglaterra y luego de Dinamarca y Noruega.Era una de los 11 hijos de Ricardo I, duque de Normandía, y de su segunda esposa, Gunnora de Crepon.

## Reina de Inglaterra
El 5 de abril de 1002 con solo 15 años de edad se casó en la catedral de Winchester con el rey Etelredo II de Inglaterra, de 34 años y que había enviudado apenas 2 meses antes. Los nobles normandos que la acompañaron a Inglaterra pronto se hicieron impopulares, incubándose desde entonces la antipatía entre ambas naciones.
Al ocurrir la invasión danesa, al mando del rey Svend I en 1013, Emma, su marido y los 3 hijos de ambos se refugiaron en Normandía, al amparo del hermano de la reina, el duque Ricardo II de Normandía.
Ya muerto el rey Svend I en 1014, Etelredo II volvió a Inglaterra y fue repuesto en el trono. Emma y sus hijos permanecieron en Normandía, preocupados por la inseguridad del reino.

## Reina de Dinamarca y Noruega

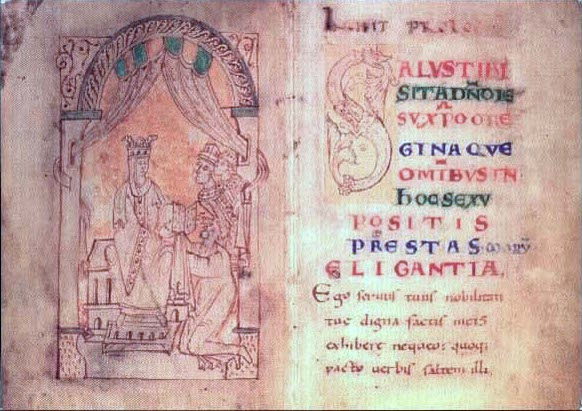
The en:Encomium Emmae Reginae -- Queen en:Emma of Normandy receiving the en:Encomium Emmae from its author, with her sons en:Harthacanute and en:Edward the Confessor in the background.

Tras la muerte de Etelredo II en 1016, Emma regresó a Inglaterra y se casó al año siguiente con nada menos que el conquistador del reino, Canuto el Grande, príncipe danés e hijo del difunto Svend I. Los hijos de Emma y Etelredo permanecieron exiliados en Normandía durante los siguientes 30 años, haciendo su madre poco o nada por ellos -es bien conocido el poco afecto que Emma sentía por los hijos que había tenido de Etelredo.
Al morir el rey Canuto en 1035, Emma y el conde Godwin de Wessex apoyaron como nuevo rey a Hardicanuto -uno de los 2 hijos que Emma tuvo con Canuto-, pero como este se encontraba en Dinamarca al morir su padre, los nobles sajones prefirieron como rey a Haroldo Harefoot, el hijo bastardo de Canuto y Aelgifu, teniendo Emma que refugiarse en Flandes; sin embargo, el reinado de Haroldo fue corto, muriendo el 18 de marzo de 1040.

## Regencia
La muerte de Harefoot permitió a Hardicanuto adueñarse de la corona de Inglaterra, pero mostrando poco interés por su nuevo reino, dejó la regencia de este en manos de su madre Emma y el conde Godwin. Pero el triunfo duró poco: el 8 de junio de 1042 Hardicanuto muere repentinamente. Un año antes había mandado llamar a su medio hermano Eduardo el Confesor para asociarlo al gobierno, dejándolo como único rey a su muerte.
La restauración de la casa real de Wessex en la persona de Eduardo significó el ocaso político de Emma, pues su hijo jamás olvidó su desapego y falta de cariño. El nuevo monarca despojó a Emma de sus propiedades y la recluyó en un convento. Ella, como vínculo entre la casa de Normandía y la de Wessex y promotora de los intereses normandos en Inglaterra, allanó el camino a Guillermo el Conquistador.
Como señaló Pauline Stafford, Emma es la "primera de las reinas medievales tempranas" en ser representada a través de retratos contemporáneos. Con ese fin, Emma es la figura central dentro del Encomium Emmae Reginae (titulado incorrectamente Gesta Cnutonis Regis durante la Baja Edad Media), una fuente crítica para el estudio de la sucesión inglesa en el siglo XI. Durante el reinado de Ethelred, Emma probablemente sirvió como poco más que una figura decorativa, una encarnación física del tratado entre los ingleses y su padre normando. Sin embargo, su influencia aumentó considerablemente bajo Canuto. Hasta 1043, escribe Stafford, Emma "era la mujer más rica de Inglaterra... y poseía extensas tierras en las Midlands Orientales y Wessex". La autoridad de Emma no estaba simplemente ligada a las propiedades territoriales  —que fluctuaron mucho entre 1036 y 1043—, sino que también ejercía una influencia significativa sobre los cargos eclesiásticos de Inglaterra. 

## La experiencia de la reina Emma

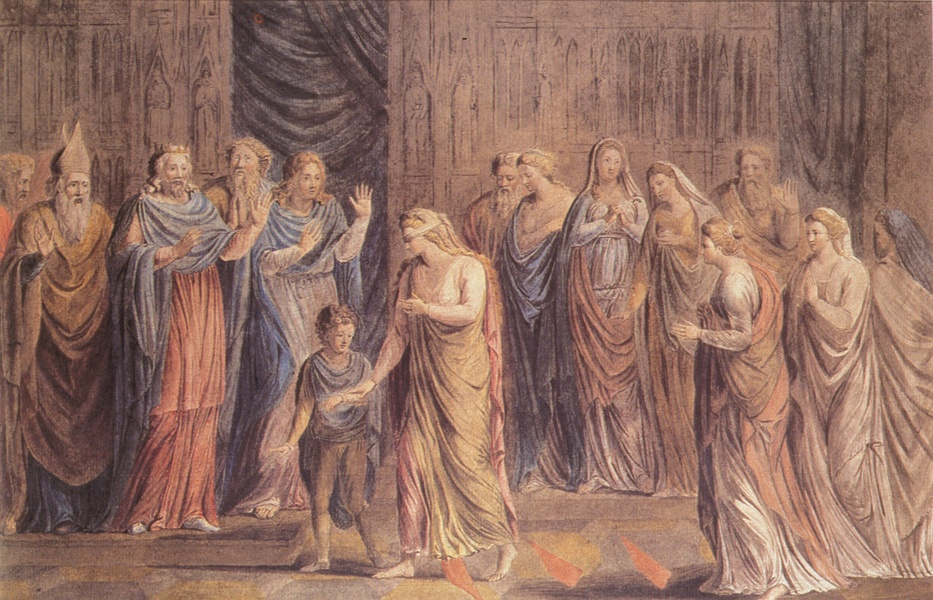
La ordalía de la reina Emma por William Blake.

La ordalía de la reina Emma por el fuego en Winchester es una leyenda que parece tener su origen en el siglo XIII. La reina Emma fue acusada de infidelidad con el obispo Ælfwine de Winchester. Para demostrar su inocencia, se vio obligada a pasar por la ordalía de caminar sobre nueve rejas de arado al rojo vivo colocadas en el pavimento de la catedral de Winchester.
Dos obispos condujeron a la reina descalza hasta la hilera de rejas de arado al rojo vivo. Ella caminó sobre las rejas de arado al rojo vivo, pero, tras haber buscado la protección de San Swithun, cuyo santuario está en Winchester, no sintió ni el hierro desnudo ni el fuego. 

## Descendencia
De su primer matrimonio con Etelredo II, Emma tuvo tres hijos:
1. Eduardo el Confesor, rey de Inglaterra;
2. Godgifu de Inglaterra :[9]
3. Alfred Aetheling;

De su segundo matrimonio con Canuto el Grande nacieron otros dos hijos:
1. Hardicanuto, rey de Dinamarca y de Inglaterra;
2. Gunhilda de Dinamarca.

| Predecesora: Elgiva de York       | Reina Consorte de Inglaterra 1002 - 1013 | Sucesora: Sigrid la Altiva |
| Predecesora: Edith de Northumbria | Reina Consorte de Inglaterra 1016 - 1035 | Sucesora: Edith de Wessex  |
| Predecesora: Desconocida          | Reina Consorte de Dinamarca 1016 - 1035  | Sucesora: Gyda de Suecia   |